# U-25 (1936)
U-25 – niemiecki okręt podwodny (U-Boot) typu IA z okresu II wojny światowej.
Podczas II wojny światowej odbył 5 patroli bojowych, spędzając w morzu 128 dni. Zatopił 8 jednostek o łącznym tonażu 50.255 BRT, w tym brytyjski krążownik pomocniczy HMS „Scotstoun” (17.046 BRT)
i uszkodził jedną (7.638 BRT). Zatonął na Morzu Północnym z całą załogą (49 osób) po 1 sierpnia 1940, prawdopodobnie po wejściu na brytyjską minę. Przypuszczalna pozycja wraku 54°14′00″N 5°07′00″E/54,233333 5,116667.

## Przebieg służby
- 01.04.36 – 31.12.39 – 2. Flotylla U-Bootów Saltzwedel w Wilhelmshaven (jako okręt szkolny)
- 01.01.40 – 01.08.40 – 2. Flotylla U-Bootów Saltzwedel w Wilhelmshaven (jako okręt bojowy)

Podczas trzeciego patrolu operował pod Narwikiem, lecz bez sukcesów.
Lista zatopionych i uszkodzonych jednostek (cztery należały do państw wówczas neutralnych):
| Data         | Nazwa                 | Państwo           | Pojemność BRT | Patrol |
| ------------ | --------------------- | ----------------- | ------------- | ------ |
| 31. 10. 1939 | Baoulé                | Francja           | 5874          | I      |
| 17. 01. 1940 | Enid                  | Norwegia (neutr.) | 1140          | II     |
| 17. 01. 1940 | Polzella              | Wielka Brytania   | 4751          | II     |
| 18. 01. 1940 | Pajala                | Szwecja (neutr.)  | 6873          | II     |
| 22. 01. 1940 | Songa                 | Norwegia (neutr.) | 2589          | II     |
| 03. 02. 1940 | Armanistan            | Wielka Brytania   | 6805          | II     |
| 13. 02. 1940 | Chastine Mærsk        | Dania (neutr.)    | 5177          | II     |
| 13. 06. 1940 | HMS Scotstoun         | Wielka Brytania   | 17.046        | IV     |
| 19. 06. 1940 | Brumaire (uszkodzony) | Francja           | 7638          | IV     |

Dowódcy:
06.04.1936 – 03.01.1938 – KrvKpt. Eberhard Godt

03.01.1938 – 10.12.1938 – Kptlt. Werner von Schmidt

10.12.1938 – 03.04.1939 – Kptlt. Otto Schuhart

04.04.1939 – 04.09.1939 – Kptlt. Georg-Heinz Michel

05.09.1939 – 19.05.1940 – KrvKpt. Viktor Schütze

20.05.1940 – 03.08.1940 – Kptlt. Heinz Beduhn
Kptlt. – Kapitanleutnant (kapitan marynarki), KrvKpt. – Korvettenkapitan (komandor podporucznik)